# Canal Saint-Denis

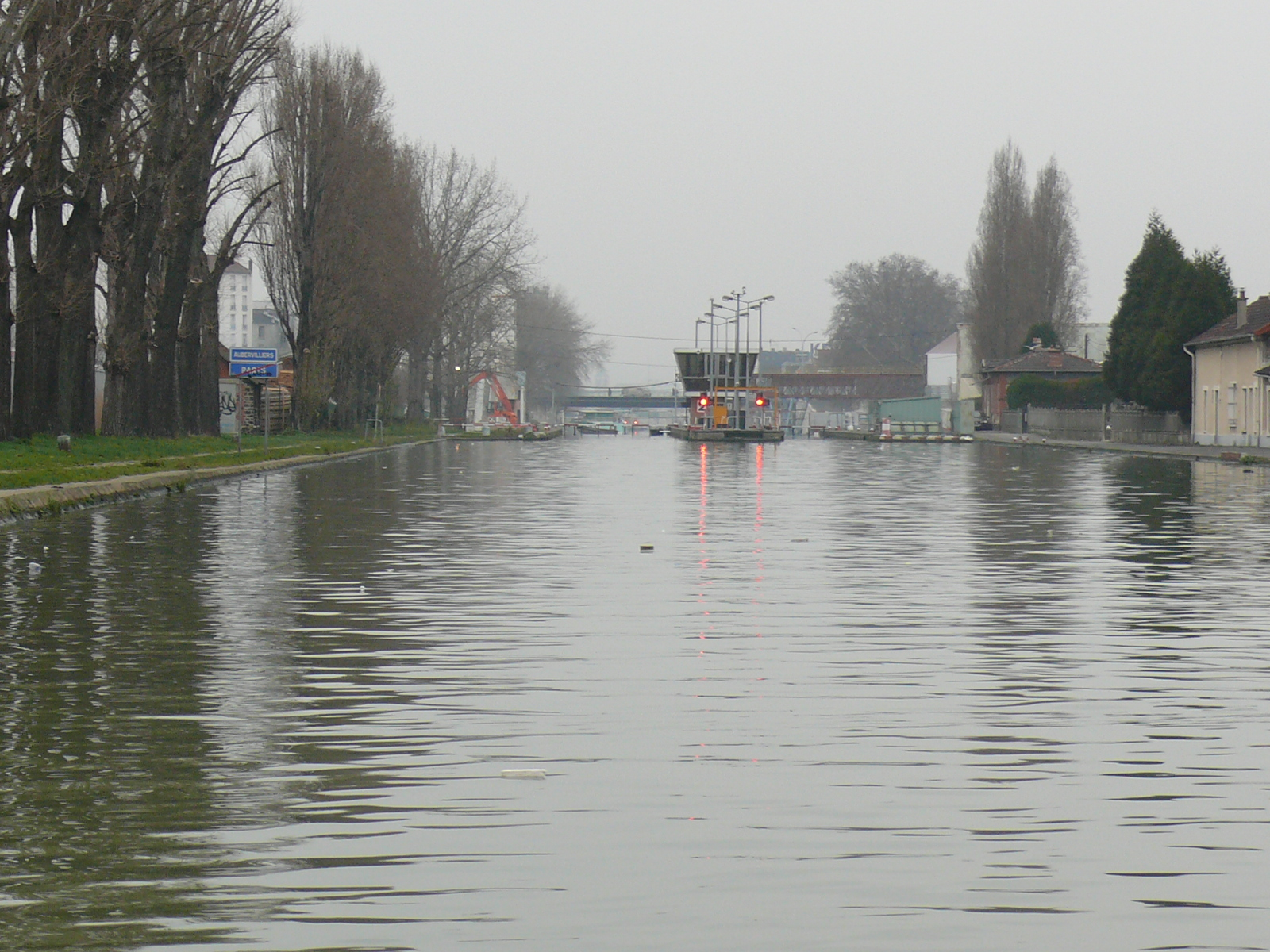
Canal Saint-Denis u 2. zdymadla

Canal Saint-Denis je plavební kanál, který spojuje řeku Seinu s dalšími kanály v Paříži. Měří 6,6 km a překonává pomocí sedmi plavebních komor výškový rozdíl 24 metrů. Začíná v Paříži v 19. obvodu a pokračuje přes sousední města Aubervilliers a Saint-Denis. Kanál byl vybudován v letech 1805–1821 a dnes je spolu s dalšími kanály o celkové délce 130 km v majetku města Paříže.

## Historie
Dne 19. května 1802 vydal Napoleon Bonaparte dekret o zřízení sítě kanálů kolem Paříže. Kanály se měly vyhnout středu města a zkrátit cestu přes meandr, který Seina vytváří jižně od Paříže. Výstavba kanálu Saint-Denis probíhala v letech 1805–1821. Bylo postaveno 12 plavebních komor. V letech 1890–1895 byl kanál zcela přestavěn, aby mohl pojmout širší nákladní lodě a počet plavebních komor byl snížen na sedm. Kvůli využití kanálu velkými loděmi musely být na konci 20. století přestavěny a modernizovány všechny mosty a plavební komory na kanálu. Od roku 1983 mohou kanál využívat i soukromé výletní lodě.

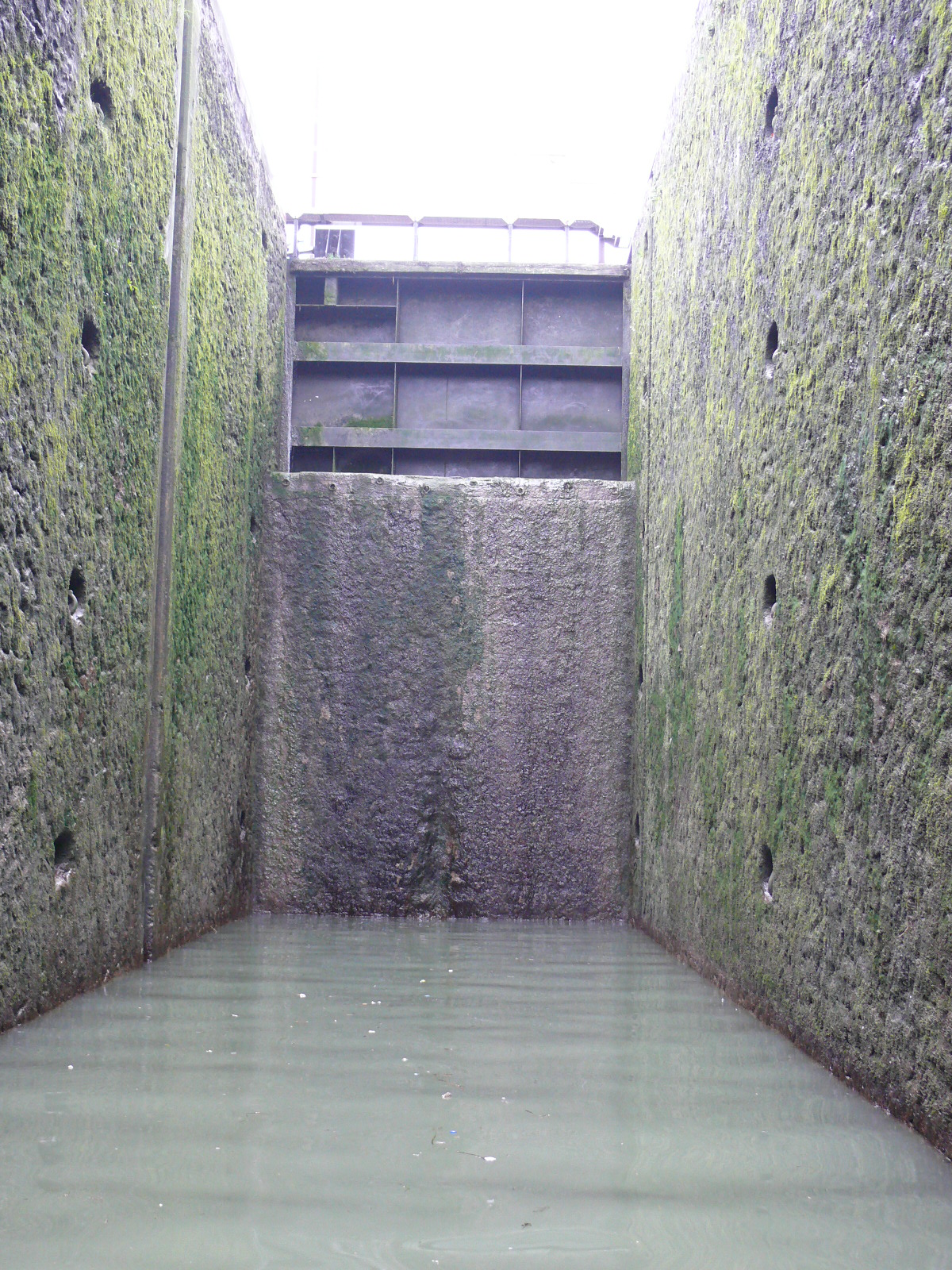
Malá komora u 1. zdymadla

## Technické parametry
Kanál je dlouhý 6,6 km. Jeho průměrná šířka činí 70 metrů a kolísá mezi 30 a 140 metry v závislosti na lokalitě. Kanál i všechna příslušenství zabírají území 36 ha. Kanál je pro plavbu otevřen 365 dnů v roce a roční objem přepraveného nákladu se i s kanály Ourcq a Saint-Martin pohybuje v závislosti na stavební činnosti mezi 500.000 až miliónem tun. Saint-Denis však zabírá většinu tohoto objemu, neboť prochází průmyslovou oblastí severně od Paříže. Jeho hloubka se pohybuje od 3,2 do 3,5 metrů, takže zde mohou plout lodě s tonáží až 1000 tun. Přes kanál přechází 13 silničních a železničních mostů. Kanál má sedm plavebních komor. Každá z nich se skládá ze dvou částí o různých rozměrech. Velká komora měří 62,25 x 8,10 metrů a malá 38,90 x 5,20 metrů.

## Dnešní využití
Kanál Saint-Denis je nejvyužívanější ze všech pařížských kanálů, protože vede přes průmyslové předměstí, kde je mnoho doků, které jsou dosud používány komerční lodní dopravou.

## Další rozvoj
Města Saint-Denis a Aubervilliers po dohodě s městem Paříží jako vlastníkem kanálu se rozhodla společně upravit území kolem kanálu, které je poznamenané především průmyslovou činností. Na pravém břehu kanálu vznikla cyklotrasa a dráha pro bruslaře, která bude po dokončení spojovat parc de la Villette a řeku Seinu v Épinay. Kolem kanálu a plavebních komor mají vzniknout zelená prostranství pro odpočinek. 13 mostů vedoucích přes kanál bude nově osvětleno. Část těchto prací byla předána veřejnosti k užívání v roce 2006 a zbývající úsek v délce asi 1,6 km by měl být dokončen do roku 2012.